# Ammonicera rota
Ammonicera rota е вид морско коремоного мекотело от семейство Omalogyridae

## Разпространение и местообитание
Видът е разпространен в Средиземно море и по атлантическото крайбрежие на Европа от Азорските острови до Норвегия. Среща се в скалисто или пясъчно дъно на дълбочина до 25 метра.

## Описание
Видът е един от най-дребните мекотели с черупка завита три или четири пъти и размери от 0,2 до 1 милиметър. Полова зрялост обаче настъпва при размери около половин милиметър и на около 17 дневна възраст.